# Platycleis decorata
Platycleis decorata är en insektsart som beskrevs av Franz Xaver Fieber 1853. Platycleis decorata ingår i släktet Platycleis och familjen vårtbitare. Inga underarter finns listade i Catalogue of Life.